# Кузнецово (Раменский район)
Кузнецо́во — деревня в Раменском муниципальном районе Московской области. Административный центр сельского поселения Кузнецовское. Население — 997 чел. (2010).

## Название
В 1646 году упоминается как деревня Михалево, Кузнецовская, впоследствии название упростилось до Кузнецово. Оба названия по бывшим владельцам деревни.

## География
Деревня Кузнецово расположена в восточной части Раменского района, примерно в 10 км к юго-востоку от города Раменское. Высота над уровнем моря 111 м. В 3 км к западу от деревни протекает река Гжелка. В деревне 6 улиц — Весенняя, Гагарина, Мира, Сиреневая, Тихая, Центральная; приписано 24 СНТ, 2 территории, одно ДНТ и один ГСК. Ближайшие населённые пункты — посёлок Дружба и село Малышево.

## История
В 1926 году деревня являлась центром Кузнецовского сельсовета Загорновской волости Бронницкого уезда Московской губернии.
С 1930 года — населённый пункт в составе Раменского района Московского округа Московской области.
До муниципальной реформы 2006 года деревня входила в состав Кузнецовского сельского округа Раменского района.

## Население
| 1926 | 2002 | 2010 |
| ---- | ---- | ---- |
| 990  | ↘728 | ↗997 |

В 1926 году в деревне проживало 990 человек (449 мужчин, 541 женщина), насчитывалось 187 хозяйств, из которых 182 было крестьянских. По переписи 2002 года — 728 человек (332 мужчины, 396 женщин).